# Млаковац
Млаковац је насељено мјесто у општини Крњак, на Кордуну, Карловачка жупанија, Република Хрватска.

## Историја
Млаковац се од распада Југославије до августа 1995. године налазио у Републици Српској Крајини. До територијалне реорганизације насеље се налазило у саставу бивше велике општине Карловац.

## Становништво
Млаковац је према попису из 2011. године имао 118 становника.
| Националност       | 1991. | 1981. | 1971. | 1961. |
| Срби               | 135   | 127   | 181   | 188   |
| Југословени        | 2     | 36    |       |       |
| Хрвати             |       |       | 2     | 2     |
| остали и непознато | 1     |       |       | 1     |
| Укупно             | 138   | 163   | 183   | 191   |

| Демографија | Демографија | Демографија |
| Година      | Становника  | Становника  |
| ----------- | ----------- | ----------- |
| 1961.       | 191         |             |
| 1971.       | 183         |             |
| 1981.       | 163         |             |
| 1991.       | 138         |             |
| 2001.       | 129         |             |
| 2011.       |             | 118         |